# Кольстон, Эдвард
Эдвард Кольстон (англ. Edward Colston; 2 ноября 1636, Бристоль — 11 октября 1721) — английский филантроп, работорговец и политик, член парламента Великобритании в 1710-13 годах.
Сын зажиточного бристольского купца, по убеждениям страстный тори. Колстон последовал за своим отцом в семейном бизнесе, став морским торговцем, первоначально торговавшим вином, фруктами и текстилем, в основном в Испании, Португалии и других европейских портах. К 1680 году он стал заниматься работорговлей в качестве члена Королевской африканской компании, которая имела монополию на английскую торговлю африканскими рабами. Он был заместителем губернатора компании в 1689—1690 гг. Пожертвовал до ста тысяч фунтов стерлингов на различные благотворительные учреждения.
Имя Колстона широко упоминалось в достопримечательностях Бристоля, и его статуя была установлена в 1895 году. В связи с ростом осведомлённости в конце XX века о его причастности к работорговле в Великобритании, возникли протесты и петиции об изменении имени, кульминацией которых стал июнь 2020 года, когда статуя была свергнута и брошена в гавань Бристоля во время протестов в поддержку BLM. Кольстон Холл (Colston Hall), названный в его честь, был переименован в Бристольский Сигнальный Маяк (Bristol Beacon).

## Филантропическая деятельность
Кольстон поддерживал и делал пожертвования в школы, дома для бедных, богадельни, больницы и англиканские церкви в Бристоле, Лондоне и других городах.
Кольстон использовал свои деньги и власть для продвижения принципов Высокой Церкви в англиканской церкви и противостояния англиканским латитудинариям, римским католикам и отколовшимся протестантам.
В Бристоле он основал богадельни на Кинг Стрит и Кольстонские богадельни на Сент-Майкл Хилл, жертвовал средства больнице Королевы Елизаветы, помогал основать больницу Кольстона, школу-пансионат открытую в 1710 году, оставив средства для финансирования и содержания Общества торговых предпринимателей.
Дэвид Хагсон в 1808 году описывал Кольстона как «величайшего благодетеля Бристоля, который за свою жизнь потратил более 70 000£ в благотворительные организации».
Общество Кольстона, действовавшее более 275 лет в память о Кольстоне, в 2020 году решило прекратить деятельность в качестве благотворительной организации.

## Отклик
16/17 июня 2020 г. разрушено захоронение раба Сципиона Африканского, выдвинуто требование вернуть памятник Эдварду Кольстену на место.